# Alfonso Gutiérrez
Alfonso Gutiérrez Gutiérrez (Torrelavega, 17 november 1961) is een voormalig Spaanse wielrenner.  

## Belangrijkste overwinningen
1983
- GP Pascuas

1984
- GP Llodio
- Clásica de Sabiñánigo

1986
- Spaans kampioenschap wielrennen voor elite
- Eindklassement Ronde van Castilië en León

1987
- Eindklassement Ronde van Castilië en León
- 6e etappe Ronde van Andalusië
- Puntenklassement Ronde van Spanje

1988
- 2e etappe Ronde van Catalonië
- 3e etappe Ronde van Andalusië
- Clásica de Sabiñánigo

1990
- Ronde van La Rioja

1991
- 4e etappe Ronde van Catalonië

1994
- Trofeo Calvia

## Resultaten in voornaamste wedstrijden
| Jaar | Ronde van Italië | Ronde van Frankrijk | Ronde van Spanje |
| ---- | ---------------- | ------------------- | ---------------- |
| 1986 |                  | opgave              | 103e (1)         |
| 1987 |                  | buiten tijd         | 88e (1)          |
| 1988 |                  | opgave              | 73e              |
| 1990 |                  |                     | 86e              |
| 1991 |                  |                     | 84e              |
| 1992 |                  |                     | 131e             |
| 1993 |                  |                     | opgave (1)       |

| Jaar | Milaan-San Remo |  | WK op de weg |
| ---- | --------------- |  | ------------ |
| 1986 |                 |  | 6e           |
| 1987 | 71e             |  | 27e          |
| 1988 |                 |  |              |
| 1990 | 46e             |  |              |
| 1991 |                 |  |              |
| 1992 |                 |  |              |
| 1993 |                 |  |              |